# Arena Carioca 2
L' Arena Carioca 2 est une salle omnisports située à Barra da Tijuca dans l'ouest de Rio de Janeiro, au Brésil, conçue pour les Jeux olympiques d'été de 2016.
Elle est utilisée pour le judo et la lutte ainsi que le boccia aux Jeux paralympiques. 